# Трістана (фільм)
«Трістана» (англ. Tristana) — драматичний фільм 1970 року, співавтором сценарію, режисером і продюсером якого є Луїс Бунюель, а в головних ролях — Катрін Деньов, Фернандо Рей і Франко Неро. Сценарій Бунюеля та Хуліо Алехандро екранізує однойменний реалістичний роман Беніто Переса Гальдоса 1892 року. Фільм спільного іспансько-французько-італійського виробництва, знятий у Толедо, колишньому будинку Бунюеля, розповідає про його повернення до рідної країни після кількох років життя і роботи за кордоном. Фільм отримав схвальні відгуки критиків і був номінований на 43-й церемонії вручення премії «Оскар» у категорії найкращий фільм іноземною мовою.

## Сюжет
Події фільму розгортаються наприкінці 1920-х — на початку 1930-х років у місті Толедо. Трістана — молода жінка, яка після смерті матері потрапляє під опіку сумнозвісного аристократа дона Лопе Гаррідо. Попри похилий вік, дон Лопе відмовляється змінювати свій плейбойський спосіб життя, зберігаючи сильні, але все застаріліші уявлення про честь, лицарство та жінок. Стверджуючи, що захищає слабких від корумпованих інституцій (і водночас висловлюючи підтримку лівим політичним силам), Дон Лопе полює на свою нову підопічну, зачарований її красою і невинністю. Він поводиться з нею як з дружиною, а також як з донькою, якій 19 років, і про це ніхто не знає
Спочатку Трістана погоджується з умовами, але у віці 21 року вона починає шукати свій голос, вимагати вивчення музики, мистецтва та інших предметів, з якими вона хоче стати незалежною, підкоряючись дону Лопе, який вважає, що жінки не заслуговують на довіру і повинні сидіти вдома. Втікаючи з дому всупереч волі Лопе, вона знайомиться з Гораціо, молодим художником з Каталонії. Вони закохуються, і Гораціо просить її переїхати до нього в Барселону, але вона продовжує боятися через присутність Дона. Гораціо стикається з доном Лопе біля його квартири, Лопе дає йому ляпаса та викликає на дуель, а Гораціо у відповідь просто б'є його кулаком в обличчя. Наступного дня вони з Трістаною їдуть.
Через п'ять років Трістана повертається, раптово захворівши. Вона вимагає, щоб її відвезли до будинку дона Лопе, щоб вона могла там померти. Трістана виживає, але при цьому втрачає ногу, що змінює її перспективи. Вона розриває стосунки з Гораціо і, здавалося б, відновлює попередні стосунки з доном Лопе, але тепер набагато незалежніша і відверто зухвала. Дон Лопе, чиї проблеми зі здоров'ям тільки погіршали, раптово успадковує гроші від своєї сестри, які Трістана прагне отримати. Вона погоджується одружитися з Лопе за розрахунком, щоб, як описує місцевий священник, «виправити колишню гріховну ситуацію», але ясно дає зрозуміти, що не має бажання романтичних чи сексуальних стосунків, беручи за коханця глухонімого сина покоївки Сатурно.
Однієї ночі у Лопе стається серцевий напад у ліжку. Трістана вдає, що кличе на допомогу, доки він не втрачає свідомість, і добиває його тим, що відчиняє вікно на зимовий холод. Фільм закінчується монтажем сцен, що відтворюються у зворотному порядку і закінчуються в той момент, коли дон Лопе вперше спокусив Трістану.

## Акторський склад
| Актор           | Роль             |
| --------------- | ---------------- |
| Катрін Деньов   | Трістана         |
| Фернандо Рей    | Дон Лопе Гаррідо |
| Франко Неро     | Гораціо          |
| Лола Гаос       | Сатурна          |
| Антоніо Касас   | дон Косме        |
| Хесус Фернандес | Сатурно          |
| Деніз Менасе    | Арманда          |
| Вісенте Солар   | дон Амброзіо     |
| Хосе Кальво     | Дзвонар          |

| Актор               | Роль             |
| ------------------- | ---------------- |
| Фернандо Себріан    | доктор Мікіс     |
| Антоніо Феррандіс   | компрадор        |
| Хосе Марія Кафарель | дон Зенон        |
| Кандіда Лосада      | Сьюдадана        |
| Хоакін Памплона     | дон Хоакін       |
| Марія Пас Пондаль   | Мучача           |
| Хуанхо Менендес     | дон Кандідо      |
| Хосе Бланч          | комендант        |
| Серхіо Мендісабаль  | шкільний вчитель |

## Виробництво
Бунюель вперше почав працювати над «Трістаною» у 1962 році після того, як іспанська цензура відхилила його сценарій «Secuestro». Бунюель запропонував своїм продюсерам з Epoca адаптувати роман Беніто Переса Гальдоса і отримав 30 000 доларів за написання сценарію. Бунюель і Хуліо Алехандро написали сценарій у грудні 1962 року, оновивши місце дії роману до періоду з кінця 1920-х до початку 1930-х років. Навесні 1963 року Бунюель та Епока подали свій сценарій до іспанської цензури, сподіваючись розпочати знімання влітку. В останню хвилину Міністерство культури відхилило сценарій через зображення дуелі, і Бунюель зняв замість нього «Щоденник покоївки».
У грудні 1968 року Бунюель вирішив повернутися до Іспанії після того, як йому дозволили повернутися до католицької церкви. Коли він повернувся, продюсери з Epoca звернулися до нього з проханням відродити «Трістану». Бунюель спочатку не був зацікавлений і хотів натомість екранізувати свій сценарій «The Monk», у якому б зіграли Жанна Моро, Пітер О'Тул і Омар Шаріф. Але продюсерам Epoca вдалося знайти фінансування від італійських та французьких інвесторів і зарезервувати новозбудовану студію «Сієна» в Мадриді, переконавши Бунюеля погодитися на проєкт. Бунюель та Алехандро швидко закінчили четвертий варіант сценарію.
Бунюель хотів, щоб «Трістана» стала його тріумфальним поверненням до Іспанії після кількох десятиліть життя в Мексиці та тому наполегливо працював над фільмом. Бунюель поїхав до Іспанії навесні 1969 року, щоб розпочати роботу над фільмом і одразу ж був зупинений іспанською цензурою. Іспанський уряд Франко ускладнив для сумнозвісного і відвертого атеїста Бунюеля схвалення його фільмів. Однак міністр інформації Мануель Фрага Ірібарн був ліберальніший, ніж попередні міністри, і сказав Бунюелю, що схвалить сценарій, лише якщо Бунюель пообіцяє не змінювати сценарій під час знімання фільму. Бунюель відмовився, заявивши, що сценарій це лише план. Зрештою Бунюель змусив свого з Фраги спільного друга Рафаеля Мендеса виступити посередником і переконати Фрагу схвалити сценарій.
Французькі інвестори Бунюеля наполягли на тому, щоб Катрін Деньов зіграла Трістану, а його італійські інвестори хотіли, щоб Гораціо зіграв молодий серцеїд Франко Неро. Знімання почали у вересні 1969 року. Актриса Ванесса Редгрейв часто була на знімальному майданчику фільму після того, як нещодавно розлучилася з Тоні Річардсоном заради Неро, через що Неро часто запізнювався або відволікався під час зйомок. Сюжет фільму має багато спільного з більш раннім фільмом Бунюеля «Вірідіана», а персонаж Дона Лопе частково оснований на батькові Бунюеля, який також був «сеньйоріто» (доросла людина, яка ніколи не працювала у своєму житті, але живе комфортно або навіть розкішно завдяки спадку). Школярська невинність Трістани базується на спогадах його молодшої сестри Кончіти.

## Відмінності від роману
Бунюель досить критично ставився до роману Переса Ґальдоса, хоча й був його шанувальником, вважаючи його кітчевим, передбачуваним і одним із найгірших творів автора. Однак, він вважав, що з нього вийшла б чудова екранізація, хоча і з деякими помітними змінами.
У романі Трістана покірно виходить заміж за дона Лопе, щоб отримати його спадок. Від роману також відрізняється підвищена роль Сатурно — у фільмі він є третім коханим Трістани, майже не згадуваний у романі.

## Показ
Прем'єра фільму відбулася в Мадриді 18 березня 1970 року, а в кінотеатрах 29 березня. У Франції фільм вийшов на екрани 28 квітня після показу на кінофестивалі в Ієрі, а в Італії — у червні. У Сполучених Штатах фільм показали на Нью-Йоркському кінофестивалі у вересні, а пізніше того ж року він вийшов у обмежений прокат у Нью-Йорку та Лос-Анджелесі. Його також показали поза основним конкурсом на Каннському кінофестивалі 1970 року.

## Рецензія
Фільм отримав 97 % «свіжих» позитивних рецензій на агрегаторі кінорецензій Rotten Tomatoes.

### Нагороди та номінації
| Нагорода                       | рік      | Категорія                         | номінант       | Результат |
| ------------------------------ | -------- | --------------------------------- | -------------- | --------- |
| Премія Академії                | 1971 рік | Найкращий фільм іноземною мовою   | Трістана       | Номінація |
| Фотограми де Плата             | 1971 рік | Кращий іспанський кіновиконавець  | Фернандо Рей   | Перемога  |
| Фотограми де Плата             | 1971 рік | Кращий іспанський кіновиконавець  | Лола Гаос      | Номінація |
| Національний синдикат видовища | 1970 рік | Кращий фільм                      | Трістана       | Перемога  |
| Національний синдикат видовища | 1970 рік | Найкраща чоловіча зірка           | Фернандо Рей   | Перемога  |
| Національний синдикат видовища | 1970 рік | Найкраща актриса другого плану    | Лола Гаос      | Перемога  |
| Національний синдикат видовища | 1970 рік | Найкраща операторська робота      | Хосе Ф. Агуайо | Перемога  |
| Премії ЦВК                     | 1971 рік | Кращий фільм                      | Трістана       | Перемога  |
| Премії ЦВК                     | 1971 рік | Кращий режисер                    | Луїс Бунюель   | Перемога  |
| Премії ЦВК                     | 1971 рік | Кращий актор                      | Фернандо Рей   | Перемога  |
| Премії ACE                     | 1971 рік | Кіно — Кращий актор               | Фернандо Рей   | Перемога  |
| Премія Сант Жорді              | 1970 рік | Кращий фільм                      | Луїс Бунюель   | Перемога  |
| Премія Сант Жорді              | 1970 рік | Найкраща гра в іспанському фільмі | Фернандо Рей   | Перемога  |